# 卡尔·冯·罗克

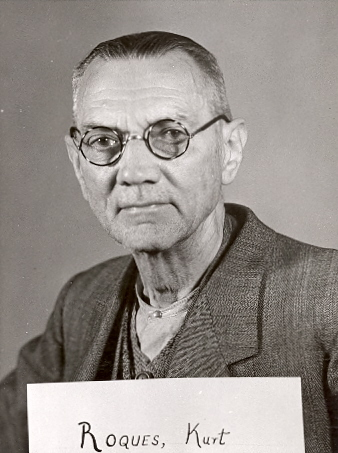
卡尔·冯·罗克

卡尔·冯·罗克（Karl von Roques，1880年5月7日—1949年12月24日）是第二次世界大战时期的一位德军将官，曾指挥南方集團軍后方区域，在战后被判犯有战争罪，最終在國防軍最高統帥部審判期間被判处20年监禁。他在1949年死于狱中。